# Bojince
Bojince (cyr. Бојинце) – wieś w Serbii, w okręgu rasińskim, w mieście Kruševac. W 2011 roku liczyła 72 mieszkańców.